# Bransles
Bransles település Franciaországban, Seine-et-Marne megyében. Lakosainak száma 529 fő (2022. január 1.). Bransles Chevannes, Dordives, Ferrières-en-Gâtinais, Chaintreaux és Égreville községekkel határos.

## Népesség
A település népességének változása:
| Lakosok száma | 538  | 553  | 570  | 568  | 553  | 541  | 528  | 525  | 529  |
|               | 2013 | 2015 | 2016 | 2017 | 2018 | 2019 | 2020 | 2021 | 2022 |